# Procesarea semnalelor
Procesarea semnalelor constă în analiza și interpretarea semnalelor. Pentru analiză se folosesc tehnici ca filtrare, amplificare, modulație. Pentru procesare se folosesc rezultate din teoria informației, statistică etc.

## Exemple de semnale
Semnalele pot proveni din surse diverse: semnale audio, procesarea imaginilor, semnale biologice (de ex. EKG, puls) și altele. Totuși, majoritatea sunt semnale electrice sau au devenit electrice cu ajutorul captatorilor  și transductorilor (microfoane, retine, senzori termici, optici, de presiune, de poziție, de viteză, și, în general, senzori pentru toate mărimile fizice sau chimice).

## Clasificarea semnalelor
După natura semnalului:
- Semnalele analogice - sunt produse de diverse captatoare, amplificatoare, convertoare (electronice - informatice) numeric-analogice;
- Semnalele digitale, numite și numerice sau discrete - sunt prelucrate de ordinatoare precum și de dispozitive cu suport numeric sau cu numerizare pe baza unui convertor analogic-numeric.